# Кётёт-Кюель
Кётё́т-Кюе́ль (якут. Көтөт Күөл) — озеро на острове Котельный в Булунском улусе Якутии (Россия). Крупнейшее среди озёрной группы в западной части острова. Площадь — 6,5 км².
Расположено в левобережье реки Драгоценная, рядом с западной окраиной Земли Бунге, на высоте 8 м над уровнем моря. Находится на территории охранной зоны Государственного природного заповедника «Усть-Ленский».
В озеро впадают четыре небольшие реки. Вытекает одна — левый приток реки Средняя.